# Kote gaeshi

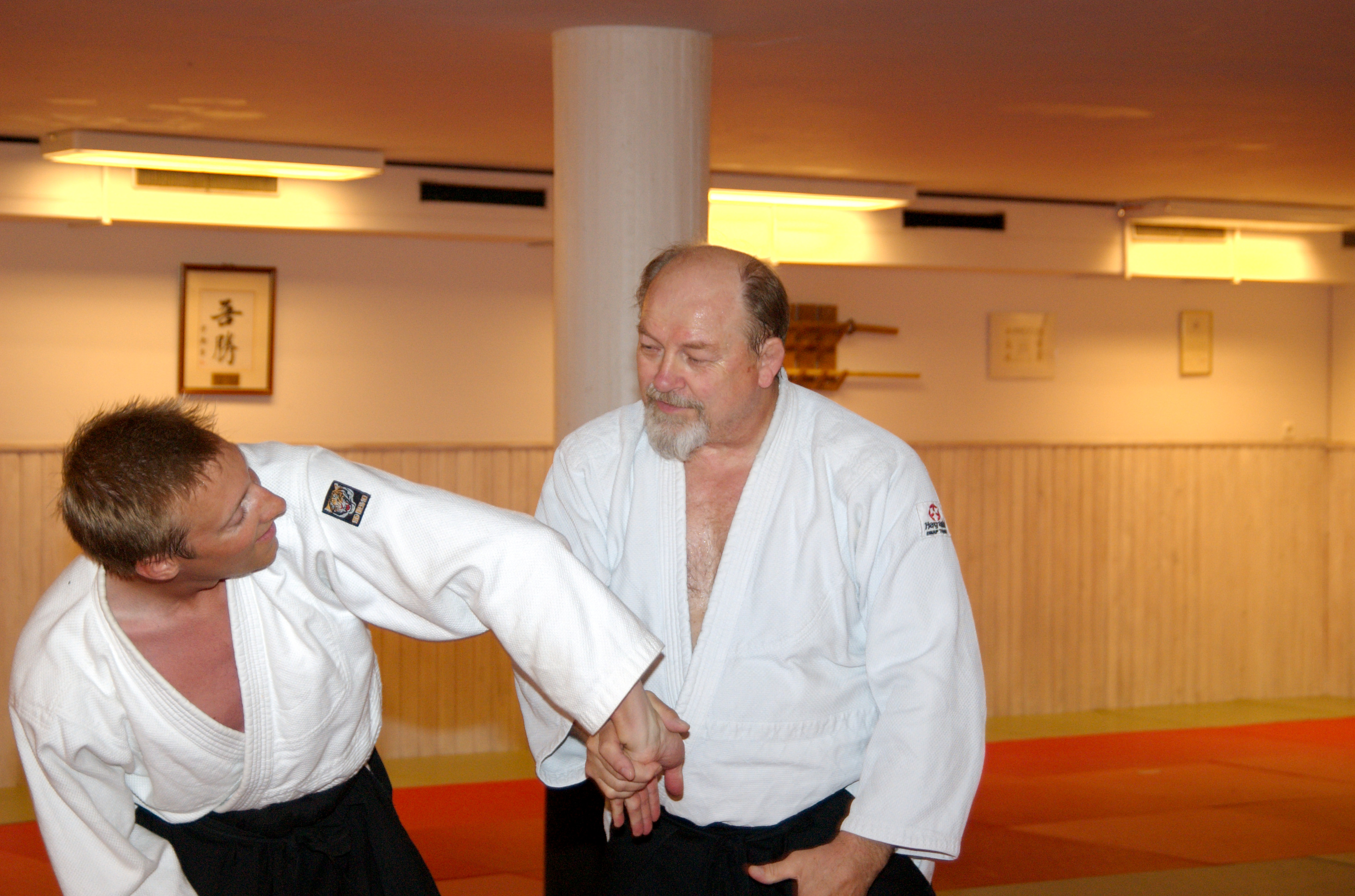
Kote gaeshi

Kote gaeshi (Japans: kote, pols; gaeshi, draaiing) is een techniek die zeer veel wordt toegepast in zelfverdedigingskunsten zoals jiujitsu en aikido. Het is een polsklemtechniek.
Bij deze techniek wordt een van de polsen van de uke (aanvaller) overmatig uitgestrekt door de tori (verdediger), en door middel van een draaiing hiervan wordt de uke vervolgens geworpen.
Het vastpakken van de pols gebeurt normaal gesproken met beide handen, maar de techniek kan bij uitzondering ook met een hand worden toegepast. De verdediger plaatst beide duimen op de rug van de hand van de aanvaller. Ze kunnen ongeveer parallel aan elkaar geplaatst worden, net onder de knokkels van de hand van de aanvaller, of ook wel gekruist.
De draaiing vindt plaats, doordat de verdediger het lichaam ongeveer 45 graden om de eigen as draait, door met een been uit te stappen. De energie die die verdediger zelf gebruikt, komt daarbij voort uit de beweging van de benen. Het primaire doel van de draaiing om de eigen as is, de aanvaller uit balans te brengen en vervolgens te werpen, maar dankzij de draaiing zal de verdediger ook in een minder kwetsbare positie terechtkomen.
Indien de techniek correct en volledig wordt toegepast, loopt de aanvaller, de persoon op wie de techniek wordt toegepast, de kans dat de pols breekt indien hij of zij niet meegeeft en op de grond valt. Op illustraties is vaak te zien, dat de aanvaller omgekeerd in de lucht 'hangt', in veel gevallen zal de aanvaller echter horizontaal vallen, en niet verticaal.
Kote gaeshi kan een antwoord zijn op allerlei soorten aanvallen, zoals kledingaanvallen, verwurgingen, slagen en stoten.